# Dieter Köhler (Radsportler)

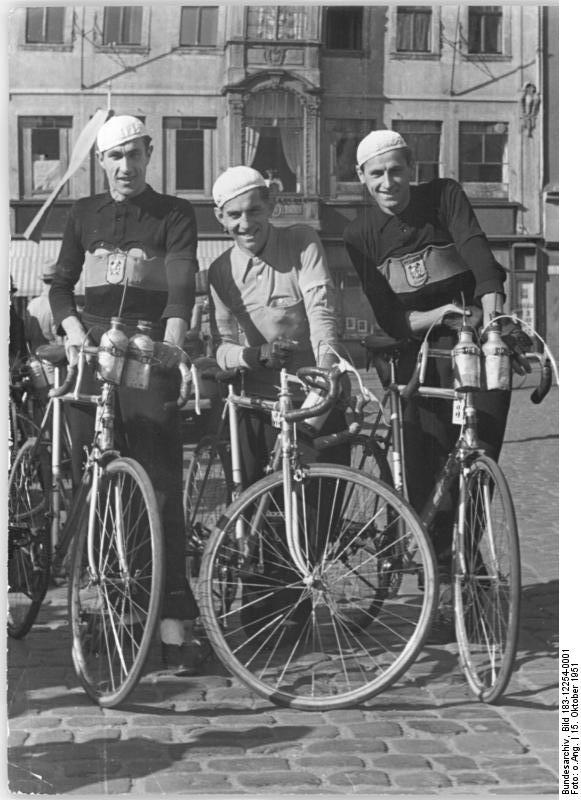
Willi Köhler, Bernhard Wille, Dieter Köhler

Dieter Köhler (* 5. September 1928 in Eisleben; † 20. Juni 2013 Sangerhausen) war ein deutscher Radrennfahrer.

## Sportliche Laufbahn
Köhler wurde 1951 beim Sieg von Bernhard Wille 5. der DDR-Rundfahrt. 1952 beendete er das Etappenrennen auf dem 6. Rang, 1956 wurde er als 8. klassiert. Für die Nationalmannschaft der DDR startete er in der Polen-Rundfahrt.

## Familiäres
Sein Bruder Willi Köhler war ebenfalls Radrennfahrer.